# Rubus hochstetterorum
Rubus hochstetterorum ist eine Pflanzenart aus der Gattung Rubus innerhalb der Familie der Rosengewächse (Rosaceae). Dieser Endemit kommt ausschließlich auf der Inselgruppe der Azoren vor.

## Beschreibung

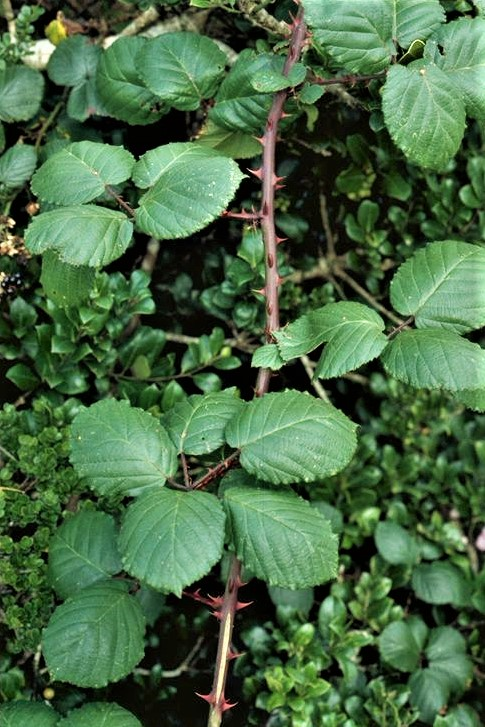
Zweig mit gefiederten, typisch gewölbten Laubblättern

### Vegetative Merkmale
Rubus hochstetterorum ist ein flachbogig wachsender oder in Gebüschen kletternder Halbstrauch, der Wuchshöhen bis zu 2 Metern erreicht. Seine fast kahlen, drüsenlosen Sprossachsen sind bis zu 1,4 Zentimeter dick und im Querschnitt stumpfkantig bis gerundet, lichtseits weinrot überlaufen und mit kräftigen, gekrümmten Stacheln besetzt.
Die wechselständig angeordneten Laubblätter sind in Blattstiel und -spreite gegliedert. Die Blattstiele sind mit stark gekrümmten Stacheln besetzt. Die handförmig geteilte Blattspreite ist aus fünf Fiederblättern zusammengesetzt. Die einzelnen Fiederblätter sind breit elliptisch, stark konvex gewölbt und haben eine kurze Spitze. Die Spreite des Endblättchens ist fast rundlich mit herzförmiger Basis. Die Blattoberseite ist grün, fast kahl und leicht glänzend und die Blattunterseiten ist grün oder von Sternhaaren graugrün.

### Generative Merkmale
Die Blütezeit reicht von Juni bis Juli. Die 20 bis 30 Zentimeter breiten Blütenstände sind oben auf 20 bis 40 Zentimeter unbeblättert, darunter mit drei- oder fünfzähligen Blättern besetzt. Die Blütenstiele sind graufilzig behaart und mit wenigen, 1 bis 2 Millimeter langen Stacheln besetzt.
Die zwittrige Blüte ist bei einem Durchmesser bis zu 5 Zentimetern radiärsymmetrisch und fünfzählig mit doppelter Blütenhülle. Die Kelchblätter sind graugrün. Die fünf hellrosafarbenen oder weißen Kronblätter sind breit verkehrt-eiförmig.

## Vorkommen
Rubus hochstetterorum ist ein Endemit der Azoren und dort von den Inseln Corvo, Faial, Flores, Pico, Santa Maria, São Jorge, São Miguel und Terceira nachgewiesen.
Er wächst in Hecken und in „Waldmänteln“ des Myrica faya-Erica arborea-Buschwaldes in Höhenlagen von 300 bis 900 Metern.
Rubus hochstetterorum wird seit 2016 auf der Roten Liste gefährdeter Arten der IUCN als „least concern“ = „ungefährdet“ geführt.

## Taxonomie
Die Erstbeschreibung von Rubus hochstetterorum erfolgte 1844 durch Moritz Seubert in Flora Azorica quam ex Collectionibus Schedisque Hochstetteri Patris et Filii. Bonnae. Seubert hatte lebende Pflanzenexemplare selbst nicht gesehen. Die Erstbeschreibung stützte sich auf Herbarbelegen, die Carl Hochstetter 1838 bei einer dreimonatigen Azoren-Reise gesammelt hatte. Der Holotypus stammte von der Insel Pico. Mit dem Artepitheton hochstetterorum (= Brombeere der Hochstetters) ehrte Seubert sowohl den Sammler Carl Hochstetter als auch dessen Vater Christian Ferdinand Friedrich Hochstetter, der die Forschungs- und Sammelreise mitorganisiert hatte.